# Lijst van grietmannen van Weststellingwerf
Dit is een lijst van grietmannen van de voormalige Nederlandse grietenij Weststellingwerf (Stellingwerf-Westeinde) in de provincie Friesland tot de invoering van de gemeentewet in 1851.
| Ambtsperiode | Naam grietman                        | Leven     | Bijzonderheden                                                                                      |
| ------------ | ------------------------------------ | --------- | --------------------------------------------------------------------------------------------------- |
| 1517 - 1533  | Lyckle Eebles                        |           | was grietman van (geheel) Stellingwerf                                                              |
| 1533 - 1558  | Lubbert Lykles (Licklama)            |           | zoon van Lyckele Ebelens                                                                            |
| 1558 - 1566  | Servaes van Rennoy                   |           | zijn substituut: mr. Meyne Lyckles (Nijeholt), zoon van Lyckele Ebelens                             |
| 1566 - 1571  | Gerrit van Rennoy                    |           | zelfde substituut                                                                                   |
| 1571         | Arent van Genum                      |           | zelfde substituut (tot 1576)                                                                        |
| 1577 - 1578  | Gerbes Brals                         |           | |
| 1578 - 1582  | Johannes Petri Sannes                |           | Later grietman van Visvliet                                                                         |
| 1582 - 1593  | dr. Baerthe Idzaerda                 |           | Egbert Lubbers was benoemd, maar omdat hij rooms-katholiek was, ging dat niet door                  |
| 1593 - 1600  | Cornelis Jellis                      |           | |
| 1600         | Filibertus Lycklama                  |           | |
| 1600 - 1619  | Jonker Meinyje Idzarda               |           | zoon van dr. Baerthe Idzaerda                                                                       |
| 1619 - 1623  | Jonker Homme Idzarda                 |           | |
| 1623 - 1626  | Jonker dr. Marcus Lycklama à Nyeholt |           | zoon van mr. Meyne Lyckles (Nijeholt)                                                               |
| 1626 - 1637  | Rinco Lycklama                       |           | |
| 1637 - 1639  | Jonker Agge Lycklama à Nyeholt       |           | |
| 1639         | Jonker dr. Esaïas Lycklama à Nyeholt |           | |
| 1639 - 1673  | Jonker Dirk van Baerdt               |           | |
| 1673 - 1688  | Jonker Ernst van Haren               | 1623-1701 | |
| 1688 - 1711  | Jonker Willem van Haren              | 1655-1728 | zoon van Ernst van Haren; voorafgaand grietman van Doniawerstal, aansluitend grietman van het Bildt |
| 1711 - 1741  | Jonker Duco van Haren                | 1688-1742 | |
| 1741 - 1779  | Jonker Onno Zwier van Haren          | 1713-1779 | kleinzoon van Willem van Haren                                                                      |
| 1779 - 1795  | Jonker Willem Anne van Haren         |           | zoon van zijn voorganger                                                                            |
| 1795 - 1816  |                                      |           | geen grietman vanwege de Franse tijd                                                                |
| 1816         | Willem Anne van Haren                |           | opnieuw                                                                                             |
| 1816 - 1821  | Pompejus Onno van Vierssen           |           | |
| 1821 - 1850  | mr. Nicolaas van Heloma              | 1798-1879 | |
| 1850 - 1851  | mr. Johannes Bieruma Oosting         | 1816-1885 | aansluitend de eerste burgemeester van Weststellingwerf.                                            |